# Kuwait-Cartucho.es
L'equip Kuwait-Cartucho.es (codi UCI: KWC) és un equip ciclista kuwaitià de categoria continental. Creat el 2017, competeix principalment als circuits continentals de ciclisme.

## Principals victòries
- Tour de l'Ijen: Davide Rebellin (2017)

### Grans Voltes
- Tour de França
  - 0 participacions

- Giro d'Itàlia
  - 0 participacions

- Volta a Espanya
  - 0 participacions

## Composició de l'equip
| \| Llista de l'equip 2017 \| Llista de l'equip 2017 \| Llista de l'equip 2017 \| Llista de l'equip 2017 \| \| Ciclista \| Data de naixement \| Equip previ \| \| \| -------------------------------------------------------- \| ---------------------- \| ---------------------------------------- \| ---------------------- \| \| Abdulhadi Alajmi \| 2 de maig de 1995 \| Massi-Kuwait Cycling Project (2016) \| \| \| Mohammad Alhattab (1 de gen–9 de feb) \| 10 de febrer de 1992 \| \| \| \| Khaled Alkhalaifah \| 23 de abril de 1995 \| Massi-Kuwait Cycling Project (2016) \| \| \| Salman Alsaffar \| 26 de gener de 1989 \| \| \| \| Matt Boys \| 13 de novembre de 1989 \| \| \| \| Axel Costa \| 10 de octubre de 1994 \| Massi-Kuwait Cycling Project (2016) \| \| \| Awet Ghebremedhn (10 de feb–31 de des) \| 5 de febrer de 1992 \| \| \| \| Fernando Grijalba Pérez \| 14 de gener de 1991 \| Inteja-MMR Dominican cycling team (2016) \| \| \| José Manuel Gutiérrez Revuelta \| 4 de agost de 1988 \| Kuwait Cycling Project (2015) \| \| \| Songezo Jim \| 17 de setembre de 1990 \| Dimension Data (2016) \| \| \| Andreas Keuser \| 14 de abril de 1974 \| Massi-Kuwait Cycling Project (2016) \| \| \| Ali Moslim \| 18 de març de 2025 \| \| \| \| Salaheddine Mraouni \| 28 de desembre de 1992 \| \| \| \| Davide Rebellin \| 9 de agost de 1971 \| CCC Sprandi Polkowice (2016) \| \| \| Stefan Schumacher \| 21 de juliol de 1981 \| Christina Jewelry Pro Cycling (2016) \| \| \| Björn Thurau \| 23 de juliol de 1988 \| Wanty-Groupe Gobert (2016) \| \| \| Edwin Torres \| 14 de febrer de 1997 \| \| \| \| Antonio Gómez de la Torre (1 de ago–31 de des, aprenent) \| 15 de desembre de 1995 \| \| \| \| \| \| \| \| \| Fonts: ProCyclingStats Cycling Quotient Cycling Archives \| \| \| \| |                        |                                          |  |
| Llista de l'equip 2017 |                        |                                          |  |
| Ciclista | Data de naixement      | Equip previ                              |  |
| Abdulhadi Alajmi | 2 de maig de 1995      | Massi-Kuwait Cycling Project (2016)      |  |
| Mohammad Alhattab (1 de gen–9 de feb) | 10 de febrer de 1992   |                                          |  |
| Khaled Alkhalaifah | 23 de abril de 1995    | Massi-Kuwait Cycling Project (2016)      |  |
| Salman Alsaffar | 26 de gener de 1989    |                                          |  |
| Matt Boys | 13 de novembre de 1989 |                                          |  |
| Axel Costa | 10 de octubre de 1994  | Massi-Kuwait Cycling Project (2016)      |  |
| Awet Ghebremedhn (10 de feb–31 de des) | 5 de febrer de 1992    |                                          |  |
| Fernando Grijalba Pérez | 14 de gener de 1991    | Inteja-MMR Dominican cycling team (2016) |  |
| José Manuel Gutiérrez Revuelta | 4 de agost de 1988     | Kuwait Cycling Project (2015)            |  |
| Songezo Jim | 17 de setembre de 1990 | Dimension Data (2016)                    |  |
| Andreas Keuser | 14 de abril de 1974    | Massi-Kuwait Cycling Project (2016)      |  |
| Ali Moslim | 18 de març de 2025     |                                          |  |
| Salaheddine Mraouni | 28 de desembre de 1992 |                                          |  |
| Davide Rebellin | 9 de agost de 1971     | CCC Sprandi Polkowice (2016)             |  |
| Stefan Schumacher | 21 de juliol de 1981   | Christina Jewelry Pro Cycling (2016)     |  |
| Björn Thurau | 23 de juliol de 1988   | Wanty-Groupe Gobert (2016)               |  |
| Edwin Torres | 14 de febrer de 1997   |                                          |  |
| Antonio Gómez de la Torre (1 de ago–31 de des, aprenent) | 15 de desembre de 1995 |                                          |  |
| |                        |                                          |  |
| Fonts: ProCyclingStats Cycling Quotient Cycling Archives |                        |                                          |  |

## Classificacions UCI
L'equip participa en les proves dels circuits continentals.
UCI Àfrica Tour
| Temporada | Classificació per equips | Millor ciclista en la classificació individual |
| --------- | ------------------------ | ---------------------------------------------- |
| 2017      | 10è                      | Salaheddine Mraouni (9è)                       |

UCI Àsia Tour
| Temporada | Classificació per equips | Millor ciclista en la classificació individual |
| --------- | ------------------------ | ---------------------------------------------- |
| 2017      | 15è                      | Davide Rebellin (54è)                          |

UCI Europa Tour
| Temporada | Classificació per equips | Millor ciclista en la classificació individual |
| --------- | ------------------------ | ---------------------------------------------- |
| 2017      | 117è                     | Davide Rebellin (1014è)                        |